# Wojtkowo
Wojtkowo (deutsch Markhausen) ist ein Ort in der polnischen Woiwodschaft Ermland-Masuren. Er gehört zur Gmina Bartoszyce (Landgemeinde Bartenstein) im Powiat Bartoszycki (Kreis Bartoszyce (Ostpr.)).

## Geographische Lage
Wojtkowo liegt in der nördlichen Mitte der Woiwodschaft Ermland-Masuren, 19 Kilometer südlich der früheren und heute auf russischem Hoheitsgebiet gelegenen Kreisstadt Preußisch Eylau (russisch Bagrationowsk) bzw. 13 Kilometer südwestlich der heutigen Kreismetropole Bartoszyce (deutsch Bartenstein).

## Geschichte
Vor 1437 wurde das Gutsdorf Mergapel, das nach 1437 Mackusen, nach 1530 Mackhusen, nach 1785 Markausen und nach 1832 Markhausen hieß, gegründet. Im Jahre 1874 kam das Dorf zum neu gebildeten Amtsbezirk Reddenau (polnisch Rodnowo) im ostpreußischen Kreis Preußisch Eylau. 69 Einwohner zählte Markhausen im Jahre 1910.
Am 30. September 1928 verlor Markhausen seine Eigenständigkeit: zusammen mit den Gutsbezirken Gunten (polnisch Guntkajmy) und Liebhausen (polnisch Kicina) wurde das Dorf in die Landgemeinde Borchertsdorf (polnisch Burkarty) eingegliedert.
In Kriegsfolge wurde 1945 das gesamte südliche Ostpreußen an Polen abgetreten. Markhausen erhielt die polnische Namensform „Wojtkowo“ und ist heute eine Ortschaft innerhalb der Landgemeinde Bartoszyce (Bartenstein) im Powiat Bartoszycki (Kreis Bartenstein (Ostpr.)), von 1975 bis 1998 der Woiwodschaft Olsztyn, seither der Woiwodschaft Ermland-Masuren zugehörig. Im Jahre 2021 zählte Wojtkowo 154 Einwohner.

## Religionen

### Christentum
Bis 1945 war Markhausen in die evangelische Kirche Reddenau (polnisch Rodnowo) in der Kirchenprovinz Ostpreußen der Kirche der Altpreußischen Union, außerdem in die römisch-katholische Kirche in Bartenstein (polnisch Bartoszyce) im damaligen Bistum Ermland eingepfarrt.
Heute gehört Wojtkowo katholischerseits zur Kirche der Mutter Gottes vom Skapulier in Rodnowo (Reddenau) im jetzigen Erzbistum Ermland, evangelischerseits zur Kirche in Bartoszyce, einer Filialkirche der Johanneskirche in Kętrzyn (Rastenburg) in der Diözese Masuren der Evangelisch-Augsburgischen Kirche in Polen.

## Verkehr
Wojtkowo liegt an einer Nebenstraße, die die Woiwodschaftsstraße 512 bei Tolko (Tolsk) mit der Woiwodschaftsstraße 511 (frühere deutsche Reichsstraße 134) bei Pieszkowo (Petershagen) verbindet. Innerhalb Wojtkowos wird diese Straße durch eine andere Nebenstraße, die von Kicina (Liebhausen) über Burkarty (Borchertsdorf) nach Żytowo (Settau) führt. Eine Bahnanbindung besteht nicht.